# 吉安馬里奥·科米
吉安馬里奥·科米（義大利語：Gianmario Comi；1992年5月3日—）是一位意大利足球運動員，在場上的位置是前鋒。他現在效力於意大利足球乙級聯賽球隊卡比。他也代表意大利國青隊參賽。